# Клевцов, Назар Калистратович
Клевцо́в Наза́р Калистра́тович (01 августа 1887 года, деревня Черныши, Краснинского уезда, Смоленской губернии — 12 октября 1941 года, с.Богородицкое, Вяземского района, Смоленской области (Вяземский котёл)) — советский революционер, участник Гражданской войны, уездный военный комиссар г.Красный, комендант г.Могилёва, директор заводов "Комега" и "Машиностроитель" в Москве, зам. директора "Пуговичной фабрики им. Балакирева".

## Биография
Назар Калистратович Клевцов родился в деревне Черныши, Краснинского района, Смоленской области (на самой границе с Белоруссией) в крестьянской семье. Отец - Каллистрат Яковлевич Клевцов (1849-1904), мать - Анастасия Мамонтовна (1858-1905) из соседней д.Тригубово. В семье было 10 детей (из них выжило пятеро - 4 сына и 1 дочь). С малолетнего возраста пас скот, батрачил на местного помещика: пилил дрова и убирал поля. В 1901 окончил 3-классную сельскую школу в д.Тригубово, и в 1903 уехал в г.Богородск на заработки, к старшему брату. С 1904 работал в разных местах в Москве. В октябре 1905 года вступил в РСДРП(б). Участвовал в декабрьском революционном восстании в Москве: состоял в боевой дружине и участвовал в баррикадных боях на Покровке и Чистых прудах. Был ранен в ногу. В сентябре 1907 был арестован на партийной сходке в Пушкинскому училище на Соколиной улице в Москве. Отсидел в тюрьме 4 месяца и был отпущен под надзор полиции. Это вынудило его на год уехать в Варшаву, где он работал в Привисленских железнодорожных мастерских. Участвовал в массовках, маёвках, посещал кружки. Занимался сбором членских взносов и распространением прокламаций. Часто подвергался обыскам. Партийная кличка - Чёрный. В 1914 году возглавил экономическую забастовку на фабрике Циммер-Ковалёва в Москве.

### Первая Мировая и Гражданская войны
В 1915 году, вывел рабочих на улицу, за что был избит полицией и отправлен в 210-й пехотный запасный полк в Ярославль. Через 3 месяца был направлен в 90-ю запасную автороту, инструктором сборки-разборки машин. Всего через месяц (с его слов) "сделал бунт". Как неблагонадёжный был направлен в дисциплинарный батальон, и сразу же под конвоем выслан в Петроград, на Путиловский завод. Там работал токарем по металлу в ново-снарядном цеху. Ночевать приходилось в казарме, без возможности носить штатскую одежду и выходить в город. Несмотря ни на что, продолжал участие в партийной работе. С первых же дней Февральской революции, был выделен с завода для формирования милиции, а потом и Красной гвардии. Обезоруживал городовых. Лично участвовал в подавлении восстания юнкеров в Михайловском училище и на Почтамте, боях под Пулково против Керенского. Дежурил на посту в доме Кшесинской, когда там располагался партийный комитет и работал Ленин. В декабре 1917 года уехал на фронт "против Легионов, Гайдамаков и Немцев". В апреле 1918 был вызван Троцким в Москву и оттуда сразу направлен в Сибирь, против восставших Чехословаков, где руководил отрядами, был комиссаром и начальником штаба отрядов Невьянского, Лысьвенского и Толинского направлений. 5 мая 1918 года, по дороге в Вятку, подавляли восстание в Перми. Участвовал в подавлении Невьянского восстания, после чего был направлен на Тюменский фронт, в 3-ю армию, к реке Пышме. Был в Омске парламентёром. В июне 1918 года был ранен в икру левой ноги и находился в Москве, на излечении. Затем был назначен Уездвоенкомом в г.Красный, Смоленской губернии. Оттуда, в марте 1919 года вновь уехал на Западный фронт, Военкомбригом 2-й бригады 52-й стрелковой дивизии. Дважды ранен: в пах и предплечье. Был комендантом города Могилёва и укреплённой полосы, где находился штаб фронта. Работал вместе с Уншлихтом и Оржоникидзе. После выезда штаба фронта в Смоленск, в декабре 1919 года был отправлен начальником и военкомом инженерных баз и мастерских Западного фронта в Ярославль, а затем в Смоленск. C сентября 1921 года снова назначен Уездвоенком в г.Красный. В марте 1922 демобилизовался и уехал в Смоленск.

### Межвоенный период
С марта 1922 г. работал в Смоленске, в Губернской РКИ, заместителем председателя и уполномоченным Наркомата по губернии.
В 1924 г. окончил 1 курс Строительного техникума в Смоленске.
В мае 1925 г. был вызван в Москву, в НКРКИ ЦИК для работы в Наркомате.
В октябре 1925 г. был назначен заместителем директора Пуговичной фабрики №2 Треста Москвошвей, им. Балакирева, Бауманского района Москвы.
С февраля 1928 г. работал директором завода "Комега", в Сталинском районе Москвы.
В 1929 г. окончил 3 курса Рабфака им.Калинина. Получил патент на и изобретение колонки для ванны и душа.
В 1931 г. окончил факультет особого назначения при Московском механико-машиностроительном институте им.Баумана.
C февраля 1933 г. директор завода №4 "Машиностроитель" треста Москоммашина, в Краснопресненском районе Москвы.
С августа по октябрь 1936 г., выезжал в составе делегации от Моссовета, вместе с Булганиным, в Англию, Францию, Швецию, Германию и Финляндию для изучению машин и механизмов, применяемых в городском хозяйстве.
В июне 1937 г. стал начальником отдела Управления местной промышленности Москвы.
С февраля 1938 г. - начальник районного управления Наркомата местной промышленности.
С июле 1938 г. - начальник Главного Управления Северо-западных районов Наркомместпрома.
С июня 1939 г. - уполномоченный Наркома промышленности стройматериалов.
В 1941 г. назначен заместителем управляющего Моспромснаба.

### Вторая мировая война
В 1939 был вновь поставлен на воинский учёт с присвоением звания "полковой комиссар запаса". С 4 июля 1941 года, вместе с начальником артиллерии дивизии, полковником Суворовым, занимался формированием артиллерийского полка 2-й дивизии народного ополчения Сталинского района, в штабе дивизии, располагавшемся в здании школы, на ул.Щербаковской д.36. 26 сентября 1941 года была преобразована во 2-ю стрелковую дивизию. Вместе с ней отправился на фронт, в качестве комиссара 970 артиллерийского полка и секретаря политотдела дивизии. Пропал без вести в Вяземском котле. Его полк был среди 3 основных формирований, пытавшихся 12 октября 1941 года вырваться из окружения у с.Богородицкое.

## Семья
Имел 3-х родных дочерей, а также воспитывал 2-х дочерей и 1-го сына от первого брака жены.
- Жена - Александра Илларионовна Святкина (1890 - 1965). По первому мужу - Гаген-Святкина. Родилась в Смоленске. Служила в уездной, а позже губернской ЧК. В Гражданскую войну, вместе с Назаром Калистратовичем ездила по фронтам, в качестве культмассового работника. Член ВКП(б) с 1918 года.

Родные дети:
- Дочь - Софья Назаровна Клевцова (1920 - 2002), окончила ИФЛИ. Была замужем за Бондаревым Валентином Петровичем (военный, полковник).
  - Внучка - Надежда Валентиновна Бондарева (род. в 1947 г.), музыкант, основатель и директор Детской Музыкальной Школы №86 в Москве. Замужем за Геннадием Борисовичем Есельсон (доцент, преподаватель истории в МГРИ).
- Дочь - Клара Назаровна Клевцова (1923 - 2004). Была замужем за Иосифом Левиным (1915 - 1979).
- Дочь - Инесса Назаровна Клевцова (1926 - 2005). Дважды была замужем.
  - Внучка - София Валентиновна Небесная (1952 - 2023). Поэтесса. Замужем за Сергеем Александровичем Белорыбкиным (Заслуженный артист России, заведующим балетной труппой Театра классического балета).
  - Внук - Андрей Андреевич Фоменко (род. в 1960 г.) от Андрея Фоменко.

Воспитанники от первого брака жены:
- Сын - Андрей Иванович Гаген (род. в 1910 г.), покончил с собой из пистолета Назара Калистратовича в 1932 году, из-за неразделённой любви.

- Дочь - Елена Ивановна Гаген (по мужу - Андреева) (1912 - 2002), художник-ретушёр. Была замужем за Алексеем Владимировичем Андреевым.
  - Внук - Владимир Алексеевич Андреев (1930 - 2020), Народный артист СССР, руководитель театра им.Ермоловой
  - Внук - Лев Алексеевич Андреев (род. в 1932 г.), кандидат технических наук, профессор.
- Дочь - Эмилия Ивановна Гаген (род. в 1917 г.)

## Воинские звания
- Уездвоенком г.Красного с 09.1918 по 03.1919 и с 09.1921 по 03.1922 гг[5][8].
- Военкомбриг 2-й бригады, 52-й стрелковой дивизии, 16-й армии, Западного фронта с 03.1919 по 12.1919 гг[5][8].
- Полковой комиссар (1939 год) приказ НКО 156/ПЗ[5][9].